# Garibaldi (métro de Paris)
Pour les articles homonymes, voir Garibaldi (homonymie).
Garibaldi est une station de la ligne 13 du métro de Paris, située sur le territoire de la commune de Saint-Ouen-sur-Seine, dans le département de la Seine-Saint-Denis.

## Situation
La station est implantée sous l'avenue Gabriel-Péri, au sud de l'amorce de la rue Charles-Schmidt. Approximativement orientée selon un axe nord-sud et localisée sur la branche vers Saint-Denis - Université, elle s'intercale entre les stations Mairie de Saint-Ouen et Porte de Saint-Ouen.

## Histoire
La station est ouverte le 30 juin 1952 avec la mise en service du premier prolongement de la branche nord-est (actuelle branche bleue) de la ligne 13 depuis Porte de Saint-Ouen jusqu'à Carrefour Pleyel, lequel constitue la dernière extension du réseau avant une pause qui durera jusqu'au début des années 1970, les ressources financières étant limitées dans le contexte d'après-guerre.
La station est ainsi, avec les deux points d'arrêt encadrants Mairie de Saint-Ouen et Carrefour Pleyel, une des trois dernières construites dans le style historique du réseau, caractérisé par l'emploi du carrelage blanc biseauté et une voûte de forme ovoïde, avant l'apparition des premières « stations-boîtes » dès les années 1970, édifiées selon la méthode de la tranchée couverte.
Elle doit sa dénomination à sa proximité avec la rue Garibaldi, laquelle rend hommage à Giuseppe Garibaldi, né Joseph-Marie Garibaldi (1807-1882), général italien ayant pris part à la défense de la France lors de la guerre franco-allemande de 1870.
La station n'est initialement desservie que par deux rames sur trois compte tenu du déséquilibre de fréquentation en faveur de l'antenne sur laquelle elle se situe, provoqué par l'extension de cette dernière jusqu'à Carrefour Pleyel et atteignant jusqu'à 70 % aux heures de pointe. Depuis le 3 mai 1980, sa desserte est dorénavant assurée par un train sur deux à la suite de la mise en service à la même date du prolongement de la branche nord-est depuis Porte de Clichy jusqu'à Gabriel Péri - Asnières - Gennevilliers (aujourd'hui Gabriel Péri), dont les flux de voyageurs supplémentaires permettent de rééquilibrer la charge entre les deux antennes de la ligne.
De 1972 à 1988, la station offrait une correspondance avec la gare de Saint-Ouen-Garibaldi, aujourd'hui disparue, située sur la ligne de La Plaine à Ermont - Eaubonne.
Dans le cadre du programme « Renouveau du métro » de la RATP, les couloirs de la station et l'éclairage des quais ont été rénovés le 25 août 2004.

### Fréquentation
Selon les estimations de la RATP, la station a vu entrer 3 330 349 voyageurs en 2019, ce qui la place à la 151e position des stations de métro pour sa fréquentation sur 302,. En 2020, avec la crise du Covid-19, son trafic annuel tombe à 1 697 555 voyageurs, ce qui la classe alors au 148e rang, avant de remonter progressivement en 2021 avec 1 965 002 entrants comptabilisés, la reléguant cependant à la 181e position des stations du réseau pour sa fréquentation cette année-là.

## Services aux voyageurs

### Accès
La station dispose de trois accès répartis en quatre bouches de métro, débouchant de part et d'autre de l'avenue Gabriel-Péri et agrémentées de balustrades ainsi que de trois candélabres de type Dervaux :
- l'accès 1 « Rue Garibaldi », constitué d'un escalier fixe, se trouvant au droit du no 80 de l'avenue ;
- l'accès 2 « Rue Farcot », également constitué d'un escalier fixe, se situant face au no 78 de l'avenue ;
- l'accès 3 « Rue Charles-Schmidt » comprenant deux sorties reliées par un même entourage au droit du no 65 bis de l'avenue ; l'une est constituée d'un escalier fixe et l'autre d'un escalier mécanique montant depuis le couloir de sortie du quai en direction de Saint-Denis - Université.

Accès à la station
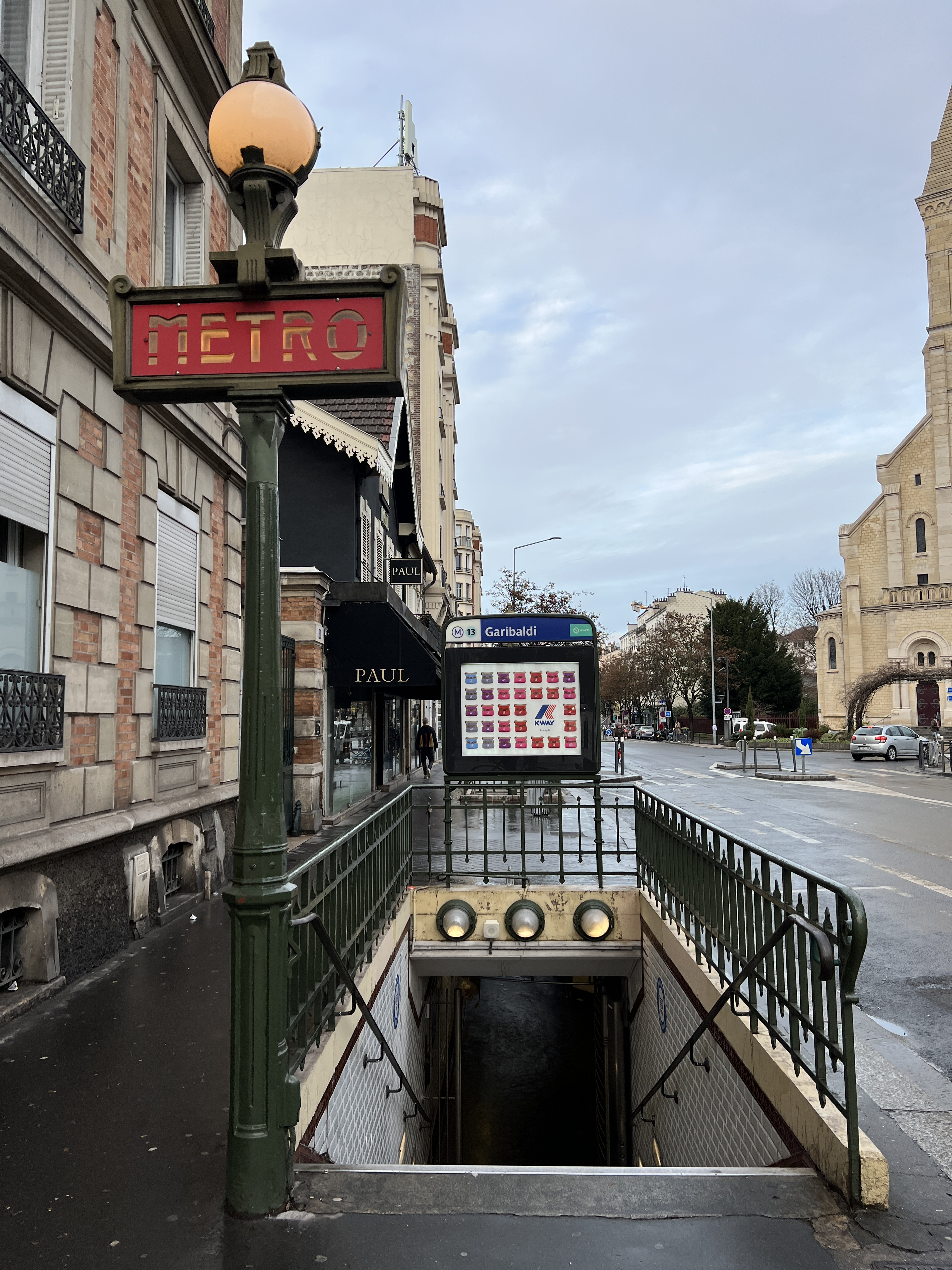
L'accès no 1 « Rue Garibaldi ».
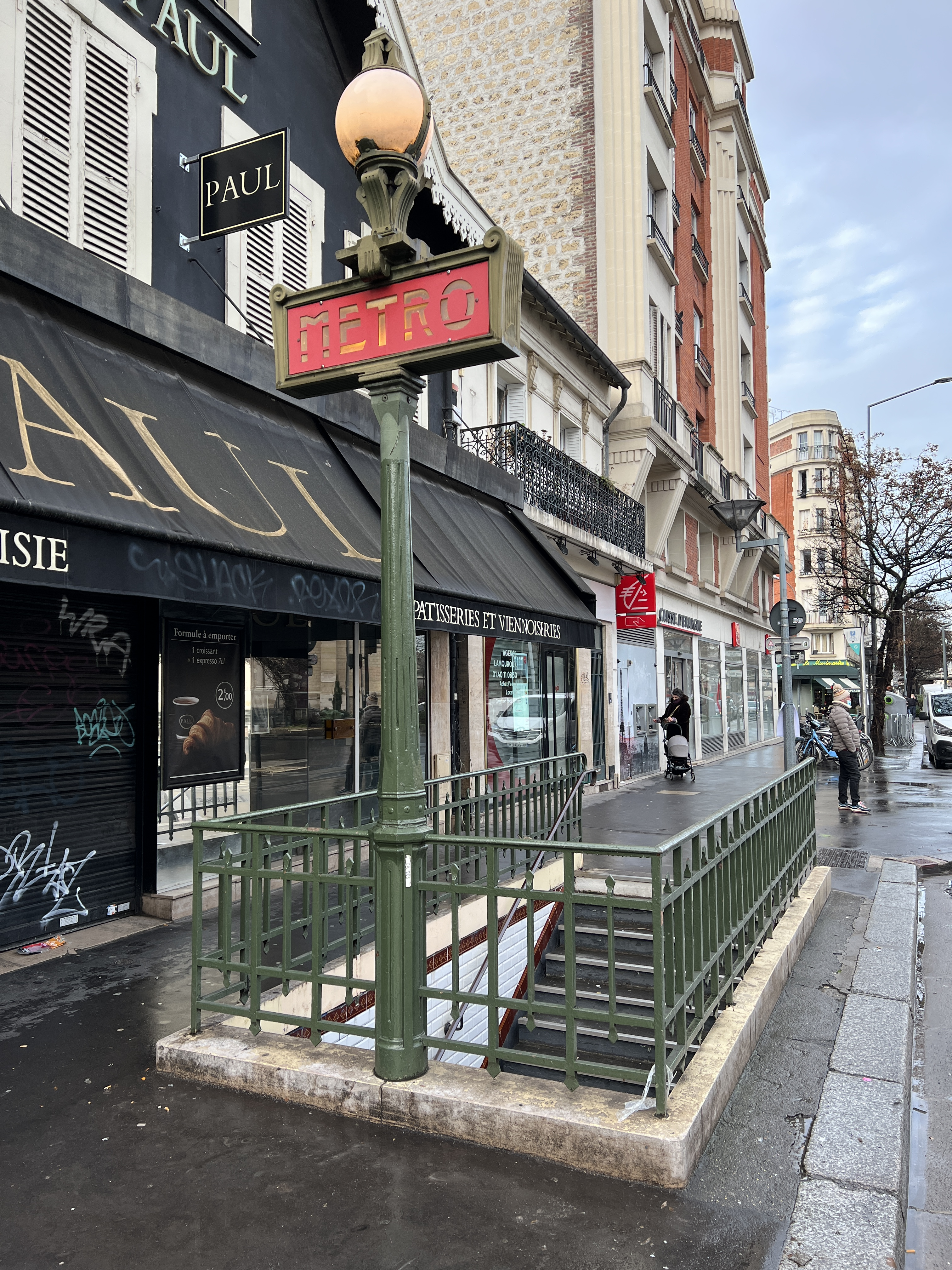
L'accès no 2 « Rue Farcot ».
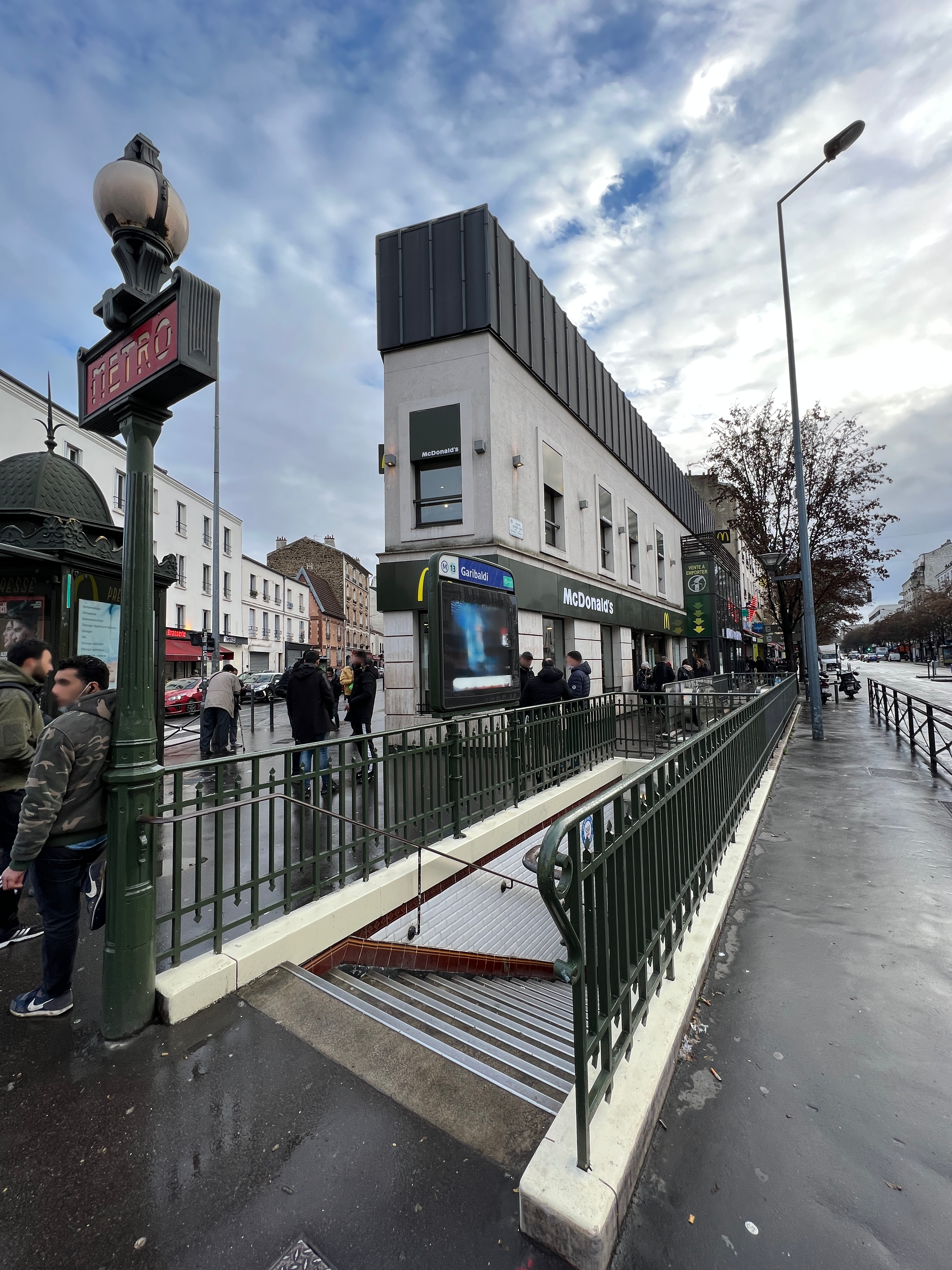
L'accès no 3 « Rue Charles-Schmidt ».
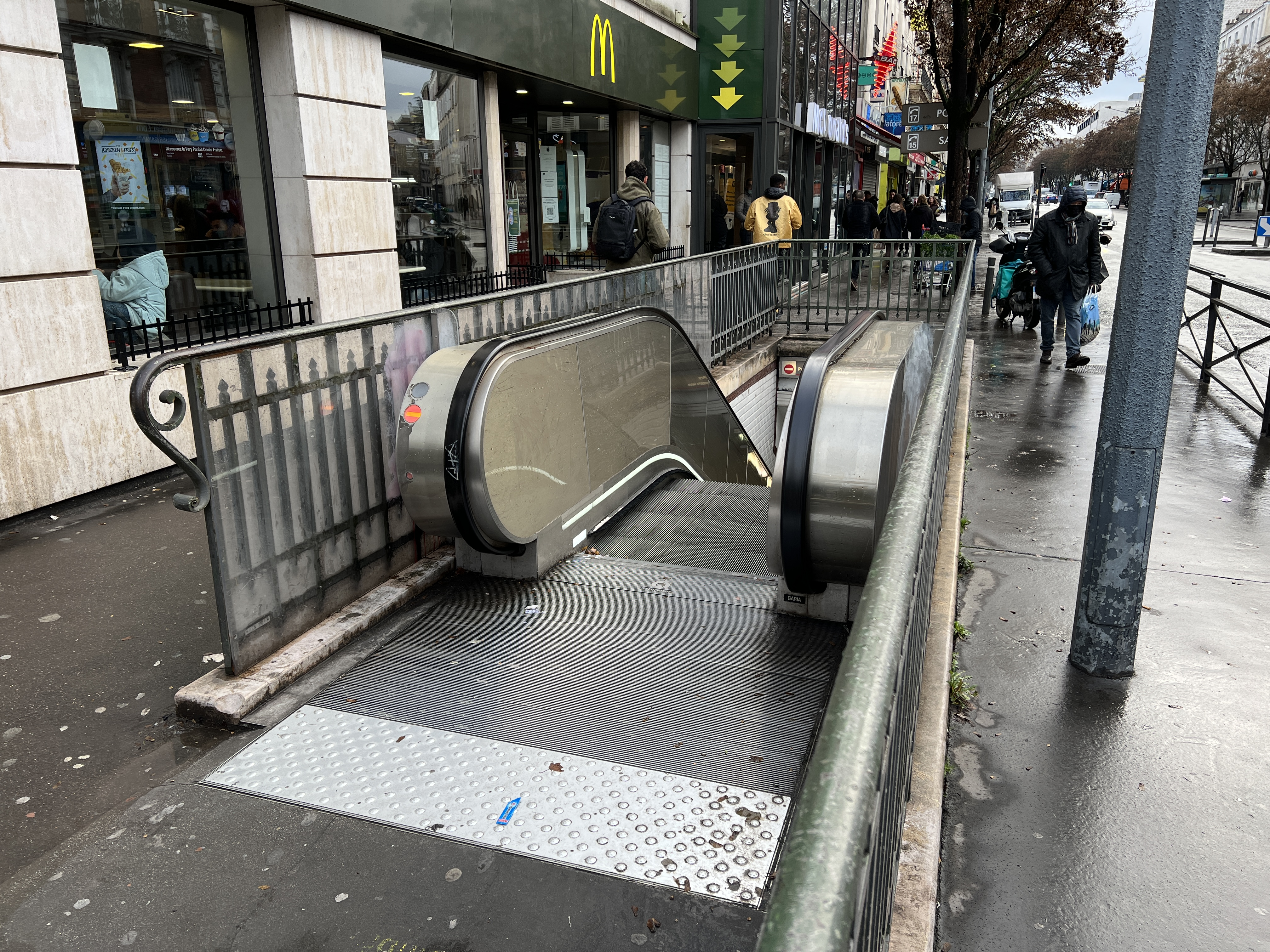
Escalier mécanique de l'accès no 3.

### Quais

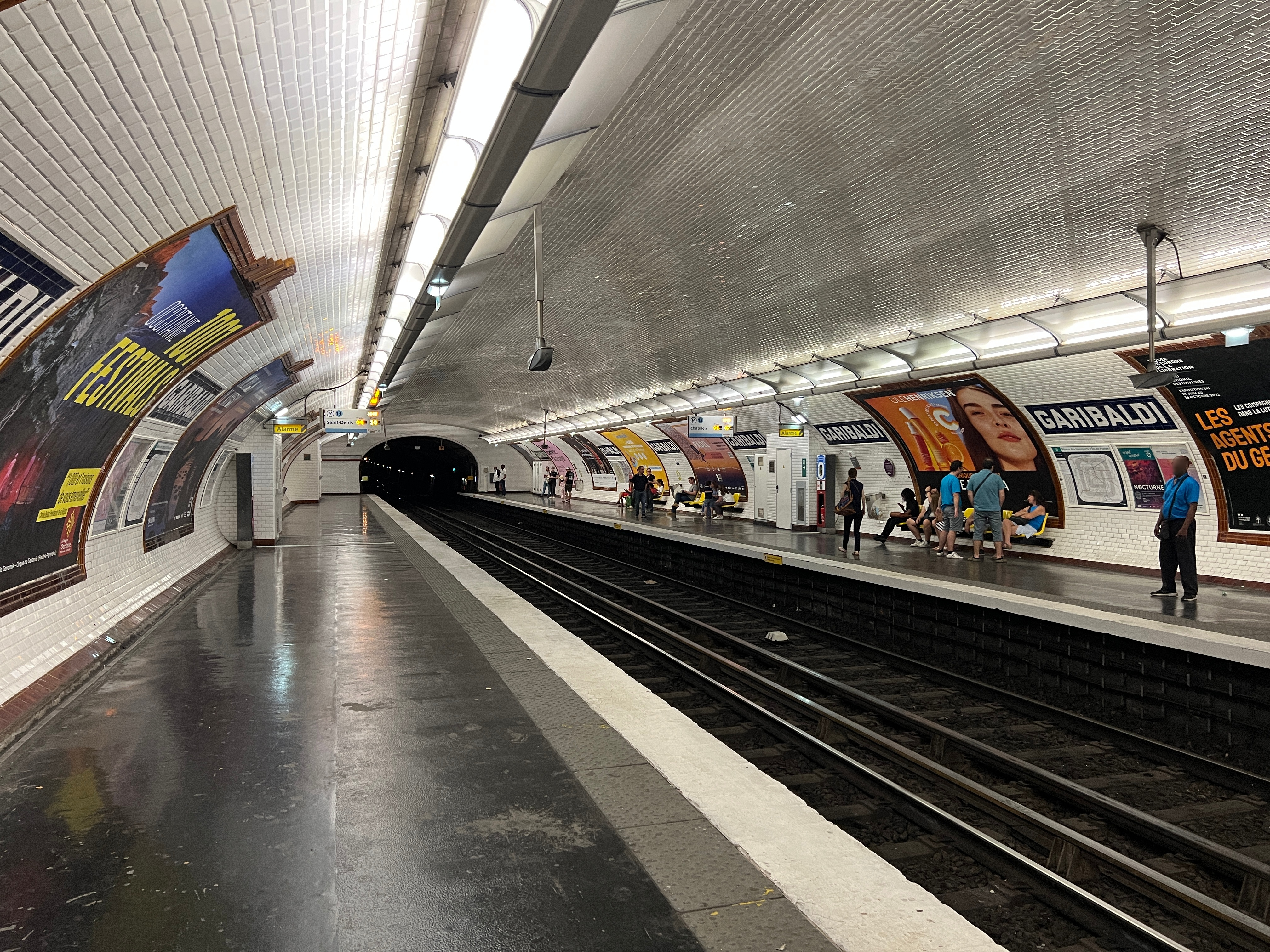
Les quais de la station.

Garibaldi est une station de configuration standard : elle possède deux quais séparés par les voies du métro et la voûte est elliptique. La décoration est une variante du style utilisé pour la majorité des stations de métro : apparue dans les années 1940, elle se caractérise par ses cadres publicitaires en faïence de couleur marron à motifs géométriques sobres, surmontés de la lettre « M », particularité que l'on ne retrouve que dans sept autres stations sur le réseau. Les bandeaux d'éclairage sont blancs et arrondis dans le style « Gaudin » du renouveau du métro des années 2000, et les carreaux en céramique blancs biseautés recouvrent les piédroits, la voûte et les tympans. Le nom de la station est incorporé dans la faïence selon le style de la CMP d'origine et les sièges de style « Motte » sont de couleur jaune.

### Intermodalité

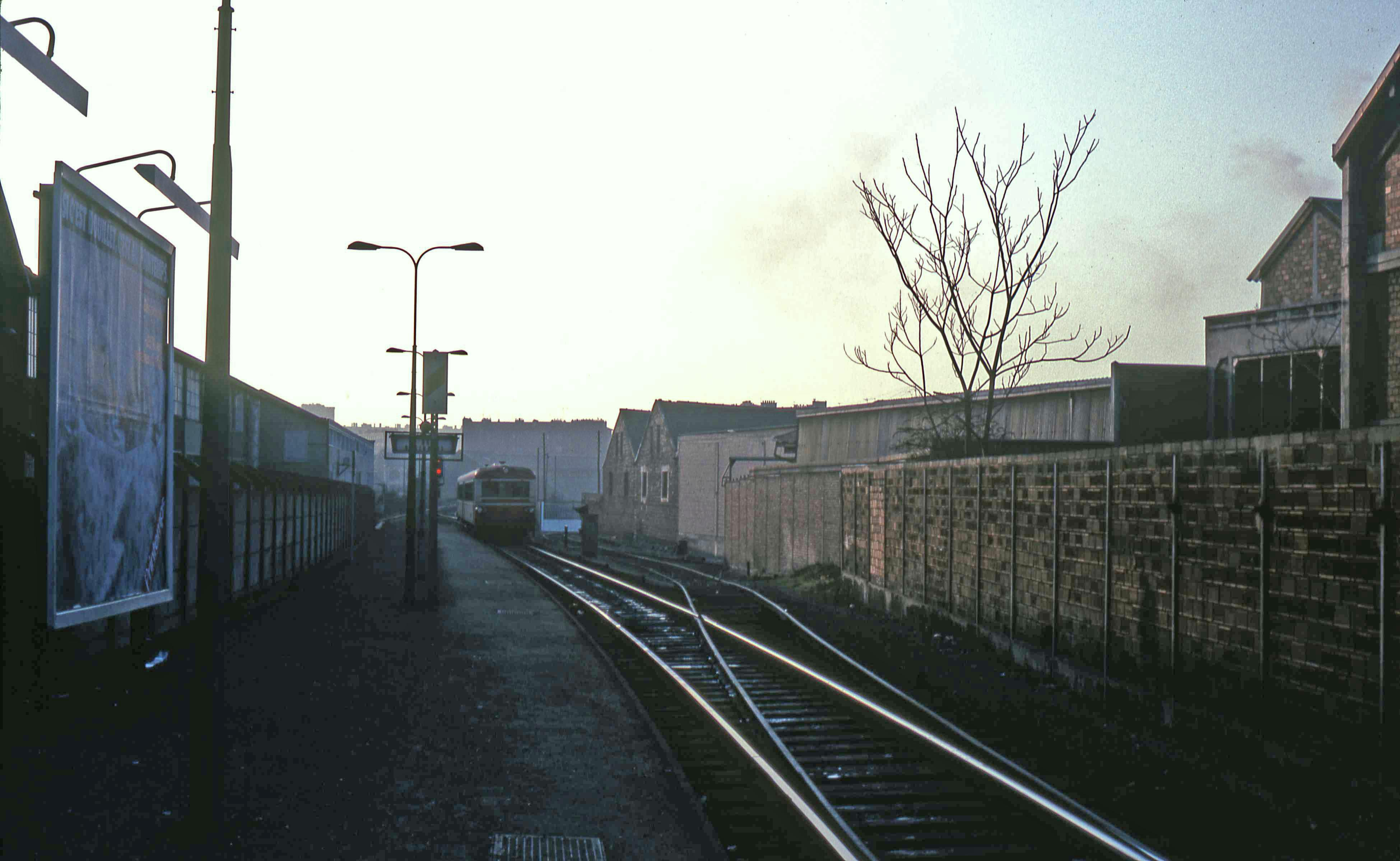
L'ancienne gare de Saint-Ouen-Garibaldi, sur la ligne de Saint-Ouen-les-Docks était en correspondance avec la station de métro.

La station est desservie par les lignes 85, 137, 237 et le service urbain L'Audonienne du réseau de bus RATP et, la nuit, par les lignes N14 et N44 du réseau Noctilien.
La station disposait d'une correspondance avec la ligne de Saint-Ouen-les-Docks, à la gare de Saint-Ouen-Garibaldi, jusqu'à la fermeture de cette dernière en 1988.

## À proximité
- Marché aux puces de Saint-Ouen
- Église Notre-Dame-du-Rosaire